# Francesca Ciani Passeri
Francesca Ciani Passeri (Roma, 11 agosto 1984) è una pattinatrice artistica a rotelle italiana.

## Biografia
Francesca Ciani Passeri, diplomata in ragioneria ed iscritta alla Facoltà di Scienze della formazione presso l'Università Roma Tre, inizia a pattinare all'età di sei anni con la società CTS Ostia Antica sotto la guida di Silvia Barbieri.

Prosegue la sua carriera nella Polisportiva Trullo, presso la quale incontra Riccardo Felicioni, che tuttora la allena.

Rimane presso questa società sportiva dal 1993 al 2004, quando entra a far parte del gruppo sportivo della Polizia penitenziaria, le Fiamme Azzurre.
Specialista degli esercizi liberi, ed in particolare dei salti (è una delle poche atlete al mondo in grado di esibirsi nei tripli salti), ottiene i primi risultati a livello internazionale a partire dal 2001 a livello Juniores, e cresce fino a raggiungere nel 2003 il quarto posto ai Campionati mondiali assoluti di Buenos Aires.
Dopo avere ottenuto negli anni successivi risultati altalenanti e dopo una sostanziale sospensione dell'attività nel 2006 a causa di un infortunio alla spalla che ha richiesto anche un intervento chirurgico, nel 2007 ha ripreso ad ottenere buoni risultati ad alto livello, fino a classificarsi ancora al quarto posto ai Campionati europei svoltisi a Bordeaux nel mese di agosto.
Durante il periodo di inattività dovuto all'infortunio ha iniziato anche a svolgere l'attività di allenatrice presso la Polisportiva LA ROCCA di Ostia Antica.
Il 30 agosto 2009 è diventata mamma, dando alla luce il piccolo Valerio. È sposata dal 2010 con l'ex Triatleta Francesco Pietropaolo.
Il 26 marzo 2015 la famiglia si allarga con l'arrivo della piccola Giulia.

## Risultati
- Coppa di Germania 2000, categoria Jeunesse: 1º posto
- Campionati europei Juniores 2001: 2º posto
- Campionati italiani Juniores 2002: 2º posto
- Campionati mondiali Juniores 2002: 2º posto
- Campionati mondiali assoluti 2003: 4º posto
- Campionati italiani assoluti 2004: 3º posto
- Campionati mondiali assoluti 2004: 8º posto
- Coppa di Germania 2005, Senior: 1º posto
- Campionati europei assoluti 2007: 4º posto

-- Gare a squadre come membro del ROMAROLLERTEAM --
- Campionato Italiano assoluto 2005: 3º posto
- Campionato Europeo assoluto 2005: 4º posto
- Campionato Italiano assoluto 2006: 1º posto
- Campionato Europeo assoluto 2006: 2º posto
- Campionato Italiano assoluto 2010: 1º posto
- Campionato Europeo assoluto 2010: 1º posto
- Campionato Mondiale assoluto 2010: 1º posto
- Campionato Italiano assoluto 2013: 3º posto
- Campionato Mondiale assoluto 2013: 5º posto
- Campionato Mondiale assoluto 2015: 2º posto
- Campionato Italiano assoluto 2016: 4º posto
- Campionato Europeo assoluto 2016: 2º posto
- Campionato Italiano assoluto 2017: 4º posto
- Campionato Mondiale assoluto 2017: 5º posto
- Campionato Italiano assoluto 2018: 2º posto
- Campionato Europeo assoluto 2018: 3º posto
- Campionato Mondiale assoluto 2018:1º posto
- Campionato Italiano assoluto 2019: 1º posto
- Campionato Europeo assoluto 2019: 1º posto
- Campionato Mondiale assoluto 2019:3º posto
- Campionato Italiano assoluto 2021: 1º posto
- Campionato Europeo assoluto 2021: 2º posto